# Mikio Yahara
Mikio Yahara (矢原美紀夫; Ehime (prefeitura), 4 de abril de 1947) é um karateca japonês do estilo Shotokan. É faixa preta 10° dan.

## Biografia
Yahara nasceu em Ehime. Após se graduar na Universidade de Kokushikan, tornou-se kenshusei, instrutor da Associação Japonesa da Karatê (Japan Karate Association, JKA). Obteve grande sucesso em competições de kata e kumite.
Em 2000, após uma disputa pela liderança da JKA, que já ocorria desde 1987, Yahara decidiu fundar sua própria organização, a Karatenomichi World Federation.